# Novooleksandrivka (stedelijke gemeenschap van Znamjanka)
Novooleksandrivka (Oekraïens: Новоолександрівка) is een dorp in Oekraïne in de oblast Kirovohrad.

## Geografie
Het dorp ligt 10 km ten zuidoosten van Znamjanka. De rivier de Balka Orlova stroomt door zijn grondgebied.

## Geschiedenis
Het dorp werd gesticht in 1875 als Deinégivka ter ere van de landeigenaar Deineg, en in de jaren Grote Zuivering kreeg het de naam Novooleksandrivka.
Minstens 43 dorpelingen stierven tijdens de Holodomor. In de jaren dertig werden alle dorpen in Oekraïne feitelijk omgevormd tot vernietigingskampen: nederzettingen werden omheind met prikkeldraad en omringd door torens met OGPU-officieren. Volgens ooggetuigen hingen er rode vlaggen met een hamer en sikkel en portretten van de leiders - Vladimir Lenin en Jozef Stalin - boven de dorpsraad van het onlangs omgedoopte dorp, dat toen al Novooleksandrivka. De boeren werden in omstandigheden gebracht waarin ze óf door kunstmatige uithongering stierven, óf door de OGPU en de militie werden doodgeschoten omdat ze probeerden te vertrekken. En alleen de genade en heldhaftigheid van mensen als Loekia Stachenko konden de situatie redden, ook al werd ze zelf met de dood bedreigd .

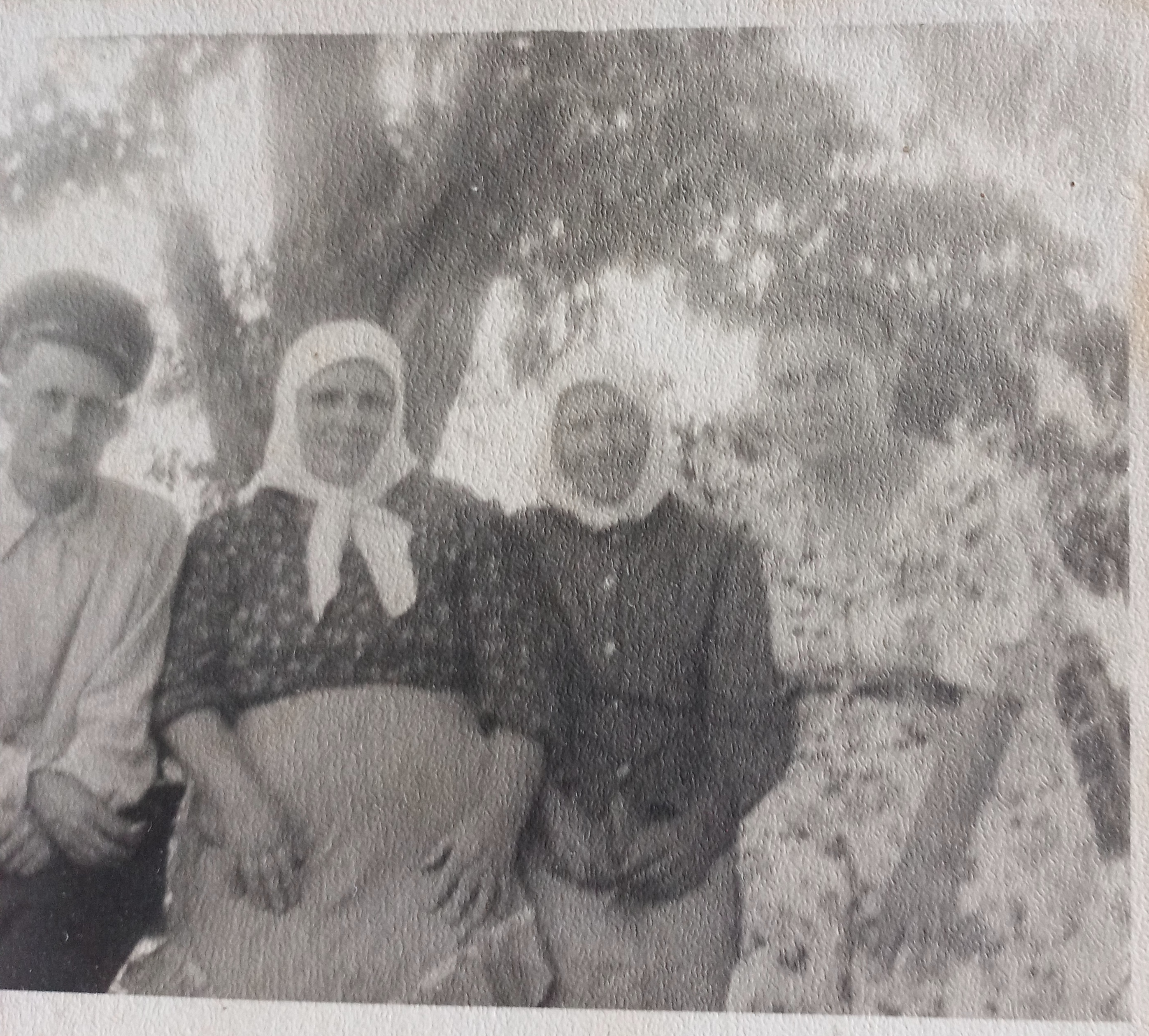
Loekia Stachenko (korte vrouw in het midden) met zijn gezin, foto 1955

Tijdens de Duitse bezetting bereidde een plaatselijke bewoner genaamd Lukiya Stachenko (1879-1973) brood voor Znamjanka-partizanen. De nazi's begingen misdaden die vergelijkbaar waren met die van Stalin, maar dan beter georganiseerd .
In de jaren zestig begonnen de lokale bevolking, als gevolg van de industrialisatie, massaal naar Petrove te verhuizen.
Vanaf 2021 woonden hier slechts 2 mensen: Musii Buldovych en Mykhailo Maiboroda.

## Bevolking
Volgens de volkstelling van Oekraïne in 2001 woonden er 52 mensen in het dorp. Vanaf 2021 waren er nog maar twee personen over. Als gevolg van de grootschalige invasie van Oekraïne werd het feitelijk verlaten.